# Sint-Eligiuskapel (Grembergen)

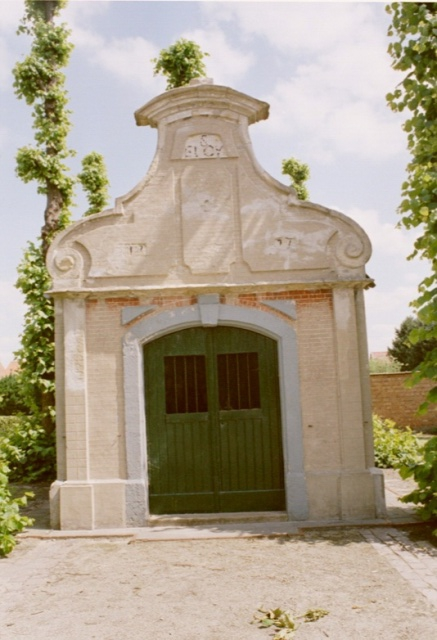
Sint-Eligiuskapel

De Sint-Eligiuskapel (of: Sint-Elooikapel) is een kapel in de tot de Oost-Vlaamse gemeente Dendermonde behorende plaats Grembergen, gelegen aan het Grootzand.

## Geschiedenis
Hier bevond zich een kleine waterput, het Putje van Sint-Elooi, waarin naar verluidt een beeld van deze geloofsverkondiger zou zijn gevonden. In 1714 was er epidemie van veeziekten en veel dorpelingen beweerden voorspraak van Sint-Eligius te hebben verkregen. Aldus trok het putje vele bedevaartgangers en in 1715 werd er een kapel boven de put gebouwd. Naar deze kapel voerde sindsdien elk jaar een processie, georganiseerd door de in 1715 opgerichte Broederschap van Sint-Elooi.
In 1777 werd een nieuwe kapel gebouwd, in barokstijl.

## Gebouw
Het betreft een gebouw op rechthoekige plattegrond met een driezijdig afgesloten koor. De voorgevel bevat een grote korfboogdeur met omlijsting, geflankeerd door pilasters en voorzien van een klokgevel.
Het houten portiekaltaar is 19e-eeuws.